# Broughton River
Broughton River är ett vattendrag i Australien. Det ligger i delstaten Queensland, omkring 1 100 kilometer nordväst om delstatshuvudstaden Brisbane.
Omgivningarna runt Broughton River är huvudsakligen savann. Trakten runt Broughton River är nära nog obefolkad, med mindre än två invånare per kvadratkilometer. Genomsnittlig årsnederbörd är 798 millimeter. Den regnigaste månaden är mars, med i genomsnitt 176 mm nederbörd, och den torraste är augusti, med 7 mm nederbörd.